# Марйолейн Делно
Марйолейн Делно (нід. Marjolein Delno, 17 березня 1994) — нідерландська плавчиня.
Призерка Чемпіонату Європи з водних видів спорту 2018 року.